# Kawaguchi Kiyotake

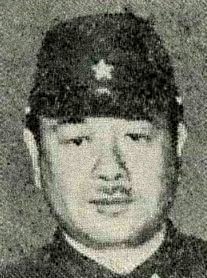
Kawaguchi Kiyotake

Kawaguchi Kiyotake (jap. 川口 清健; * 1892 in der Präfektur Kōchi; † 1961) war ein Generalmajor der japanischen Armee, der Truppen im Zweiten Japanisch-Chinesischen Krieg und im Pazifikkrieg während des Zweiten Weltkriegs führte. Besonders bekannt ist sein Einsatz als Kommandant der nach ihm benannten Kawaguchi-Abteilung in der Schlacht um Guadalcanal.

## Leben
Kawaguchi, der 1892 in der Präfektur Kōchi geboren wurde, graduierte 1914 an der Militärakademie und 1922 am Armee-Stabscollege. Im Verlauf der 1920er und 1930er Jahre diente er in verschiedenen Führungsstäben in Japan und China. 1940 erhielt er seine Beförderung zum Generalmajor.
Als kommandierender General der 35. Brigade der 18. Division landete Kawaguchi am 16. Dezember 1941 bei Miri auf Borneo. Im weiteren Verlauf der japanischen Eroberungen in Südostasien waren seine Stationen Cebu auf den Philippinen im März 1942 und im Folgemonat Mindanao.
Im August 1942 kamen Kawaguchis Einheiten, zusammen mit drei ehemaligen Bataillonen der „Aoba“-Abteilung, unter das Kommando von General Haruyoshi Hyakutake, dem Kommandeur der 17. Armee, und erhielten den Befehl, die amerikanischen Truppen auf Guadalcanal zu bekämpfen. Kawaguchis Einheiten beteiligten sich an der Schlacht am Bloody Ridge und zwischen dem 13. und 14. September starteten seine 6.000 Männer eine großangelegte Boden-, Luft- und Seeattacke gegen die Amerikaner. Bedingt durch schlechte Planungen und Vorbereitungen erlitten die Japaner hohe Verluste und mussten sich nach zwei Tagen heftigster Kämpfe vom amerikanischen Brückenkopf zurückziehen.
Zwei Monate später wurde Kawaguchi durch Intervention von Major Tsuji Masanobu, einem persönlichen Feind, seit seinen Tagen auf den Philippinen, seines Postens enthoben, gerade als er einen zweiten Angriff vorbereitete. Er kam 1943 auf die Reserveliste und bekam bis zum März 1945 kein weiteres Kommando. Dann wurde er Kommandeur der Festungsinsel Tsushima.
Nach der japanischen Kapitulation wurde Kawaguchi 1946 wegen Kriegsverbrechen angeklagt und saß bis zu seiner Entlassung 1953 im Gefängnis ein. Kiyotake Kawaguchi lebte bis zu seinem Tod im Jahr 1961 in Japan.